# Tauno Marttinen
Tauno Olavi Marttinen (Helsinki, 27 september 1912 — Janakkala, 18 juli 2008) was een Fins componist, muziekpedagoog, muziekcriticus en dirigent.

## Levensloop
Zijn eerste lessen kreeg hij van 1920 tot 1925 aan het Viipuri Music Institute. Voor zijn hoofdinstrument piano studeerde hij van 1930 tot 1935 aan hetzelfde instituut bij Eino Lindholm en compositie bij Peter Akimoff alsook privéstudies bij Peter Akimoff. Van 1935 tot 1937 studeerde hij verder piano bij Ilmari Hannikainen en bij Selim Palmgren aan de Sibelius-Akademie van Helsinki. In 1958 ging hij naar Ascona, Zwitserland, om bij Wladimir Vogel speciale lessen in de dodecafonie (twaalftoonstechniek) te volgen.
Van 1949 tot 1958 was hij dirigent van het Stedelijk Orkest Hämeenlinna. Eveneens in Hämeenlinna was hij van 1950 tot 1975 directeur van het muziekinstituut, dat hij heeft opgericht. Het gemengd koor van de Hämeenlinna Workers' Association kon hem als dirigent aantrekken voor de periode van 1953 tot 1955.
Ook heeft hij vanaf 1950 als recensent voor het dagblad Hämeen Sanomat gewerkt, maar hiervoor gebruikte hij het pseudoniem T.M. en Tritonus.
In 1972 kreeg hij uit handen van de toenmalige President Kekkonen een ereprofessoraat voor zijn verdiensten in de kunst en de muziek.
Als componist heeft hij een groot aantal werken in vele verschillende genres geschreven, waaronder tien symfonieën, twintig opera's, zeven balletten, concerten, werken voor harmonieorkest, orgelmuziek en kamermuziek. Ook schreef hij een kleine honderd sololiederen en vele werken voor verschillende koor bezettingen. Rond 300 werken hebben opusnummers, maar er zijn eveneens rond de 400 werken zonder opusnummer. Deze kregen een TM-nummer. In 2009 heeft Dirk Meijer uit Nederland een zo compleet mogelijke catalogus van zijn werken opgesteld. Ieder werk kreeg hierin een MV-nummer (Meijer Verzeichnis). Van zijn composities van voor 1958 heeft de componist zelf er tijdens zijn laatste levensjaren nog ruim honderd vernietigd.
In 1997 is een stichting in het leven geroepen: "Tauno Marttisen Kunniaksi" (ter ere van Tauno Marttinen), met Leeuwarden als domicilie. Deze stichting probeert Tauno Marttinen te promoten door het uitgeven van bladmuziek (veelal in samenwerking met "Johann Tilli Edition", met het "Fins Muziek Informatiecentrum" in Helsinki",) het uitbrengen van geluidsdragers en door het organiseren van concerten en concertreizen.

## Stijl
Zijn werken zijn een weerspiegeling van zijn persoonlijke ontwikkeling. Marttinen is een vertegenwoordiger van een groep Finse componisten, die zich uiten in een laat romantische, nationalistische stijl. Hierin schrijft hij ook nog na de Tweede Wereldoorlog (tot begin jaren vijftig).
Een van Marttinens meest uitgevoerde werken is "Kokko Ilman Lintu" uit 1956. Dit werk (gebaseerd op de Kalevala) is zijn definitieve doorbraak geweest. Twee jaar later gaat hij studeren in Zwitserland (Ascona) bij Wladimir Vogel. Kort na terugkeer schrijft hij onder andere zijn eerste en tweede symfonie en zijn vioolconcert. Deze werken zijn gebaseerd op het twaalftoons principe. Als basis zal hij deze schrijfwijze nooit meer uit het oog verliezen, ook al wordt deze steeds vrijer en gaat het gevoel bij Marttinen een steeds belangrijker rol spelen. Misschien kunnen we zijn muziek nog het beste vergelijken met die van Charles Ives. Ook zijn er raakvlakken met Olivier Messiaen. De instrumentatie wordt kleurrijker, bijvoorbeeld door het uitgebreid gebruik van het slagwerk. Marttinen kiest voor zijn composities vele onderwerpen: uit de Bijbel, uit de genoemde Kalevala, uit de sprookjes van Hans Christian Andersen, uit "de Zeven Gebroeders" van Aleksis Kivi, uit geschriften van Dostojevsky, Herman Hesse, et cetera, et cetera. Een van de belangrijkste personen uit zijn naaste omgeving is zijn vrouw Ilmi; zij was als balletdocente verbonden aan de muziekschool in Hämeenlinna. Het dansritme komt steeds weer terug in de muziek van Marttinen.

## Composities

### Werken voor orkest

#### Symfonieën
- 1958 Eerste symfonie voor orkest, op. 2, M.V. 2
  1. Moderato
  2. Allegro molto vivace
  3. Presto
- 1959 Tweede symfonie, op. 4, M.V. 3
- 1962 Derde symfonie, op. 18, M.V. 4
- 1964 Vierde symfonie op. 31, M.V. 5
- 1967-1972 Vijfde symfonie – “The Shaman”, op. 35, M.V. 6
- 1974-1975 Zesde symfonie op. 92, M.V. 7
- 1977 Zevende symfonie op. 136, M.V. 8
- 1983 Achtste symfonie, op. 224, M.V. 9
- 1986 Negende symfonie op. 260, M.V. 10
- 1998 Tiende symfonie, voor declamatie en slagwerk, T.M. 213, M.V. 11

#### Concerten voor instrumenten en orkest
- 1962/1967 Rembrandt concerto voor cello en orkest, op. 11; definitieve versie M.V. 61
- 1962 Concerto voor viool en orkest, op. 13, M.V. 63
  1. Introduction – Moderato
  2. Lento misterioso
  3. Allegro vivace
- 1964 Concerto no 1 voor piano en orkest, op. 23, M.V. 65
- 1966/1979 Concerto "Dalai Lama" voor cello en orkest, op.30, M.V. 67
- 1964/1978 Fantasia voor cello & orkest op. 154, M.V. 84
- 1971 rev.1983-1984 Concerto voor fagot en orkest, op. 40D, M.V. 73
- 1972 Concerto voor fluit en orkest, op. 72, M.V. 74
- 1974 Concerto voor klarinet en orkest, (Hirvenhiihto, on the tracks of the wintermoose) op. 89, M.V. 78
- 1975 Hämäläinen rapsodia (Hämeenlinna rapsodie) voor piano en orkest op. 103, M.V. 80
- 1979 Concertino voor accordeon en strijkorkest op. 171, M.V. 85
- 1983 Concerto grosso voor viool, altviool, cello, orgel en orkest, op. 216 no. 2, M.V. 89
- 1988 Concerto for kantele; 2 versies. Definitieve versie op. 145/2, M.V. 97
- 1978 Concerto Espagnole voor fluit en orkest, op. 144, M.V. 82
- 1972 Concerto no. 2 voor piano en orkest, op. 74, M.V. 76
- 1981 Concerto no. 3: versie 1 voor piano en orkest; versie 2 voor 2 piano's en orkest op. 200; resp. M.V. 86 en 88
- 1984 Concerto no. 4 voor piano en orkest op.241/1, M.V. 90

#### Andere werken voor orkest
- 1956 Kokko, ilman lintu (Eagle, Bird of the Air) Symfonisch gedicht voor mezzosopraan en orkest op teksten uit de Kalevala op 1, M.V. 1
- 1961 Linnunrata (De Melkweg) voor orkest, op. 7, M.V. 12
- 1964 Manalan linut (Vogels van de onderwereld) op. 38, M.V. 16
- 1965 Fauni op. 26, M.V. 13
- 1966 Panu, tulen jumala (Panu, de Vuurgod) voor orkest, op. 28 M.V. 14
- 1966 Maailman Synty (Geboorte van de Aarde) voor orkest T.M. 58, M.V. 31
- 1968 Mont Saint Michel op. 42, M.V. 17
- 1969 Pentalia op. 50, M.V. 19
- 1979 Elegia voor strijkers en harp, op. 169, M.V. 99
- 1979 Voces Polaris: sarja orkesterille ooperasta "Suuren Joen Laulu, eli Najaadi (Orkest suite uit de opera: het grote lied van de rivier, of Najaadi) T.M. 133/5, M.V. 136
- 1981-1984 Kalevala trilogie voor mezzosopraan en orkest
  1. 1981 Väinämöisen synty (De geboorte van Väinämöinen), op. 213, M.V. 21
  2. 1982 Pohjolan neiti (Het meisje uit het Noorden), op. 213 no. 1, M.V. 22
  3. 1982 Väinämöisen lähtö Pohjolaan (Väinämöinen's vertrek naar het Noorden), op. 213 no. 2, M.V. 23
- 1990 Lemminkäisen lähtö Pohjolan (Het vertrek van Lemminkänen naar het Noorden) op. 312, M.V. 24
- 1964 Lemminkäisen äiti (De moeder van Lemminkäinen – Tuonelan joella – de rivier de Tuonela) T.M. 49, M.V. 27
- 1965 Kalevala trilogie voor solokwartet, gemengd koor en orkest
  1. 1965 Lemminkäisen lähtö Pohjolan (Het vertrek van Lemminkäinen naar het Noorden) T.M. 50/1, M.V. 28
  2. 1965 Lemminkäinen Pohjolassa (Lemminkäinen uit het Noorden) T.M. 50/2, M.V. 29
  3. 1965 Lemminkäisen äiti (De moeder van Lemminkäinen) T.M. 50/3, M.V. 30
- 1984 Profeetta (de Profeet) op. 234, M.V. 35
- 1985 Tibetiläisen fantasia (Tibet fantasie) op. 250, M.V. 38
- 1984 "Matku aamun maahan" (Reis naar het Morgenland) ("hommage aan Hermann Hesse") voor strijkorkest op. 242, M.V. 781

### Werken voor harmonieorkest
- 1967 Vanha ranskalainen paimentarina (Verhaal van de oude Franse herder) T.M. 71/2, M.V. 799
- 1973 Pohjolaisia (Van het Noorden), op. 76 M.V. 792; Symfonisch gedicht voor blaasorkest
- 1978 Yö linnakkeessa (Nacht in het kasteel) op. 150, M.V. 20
- 1978 Surumarssi puhallinorkesteri (Begrafenismars voor blaasorkest) op 291, M.V. 796
- 1980 Sirius, op. 181/2, M.V. 793, Symfonisch gedicht voor blaasorkest
- 1982 Fanfare (in memoriam John Mortani) T.M. 147, M.V. 802
- 1984 Konsertto Puhallinorkesteri (Concert voor blaasorkest), op. 241/2, M.V. 91
- 1967 Parnassus, op. 41/2, M.V. 791

### Missen, cantates en geestelijke muziek
- 1960 Gabbata (naar het evangelie van Johannes, hoofdstuk 11 en 19: Jezus wekt Lazarus op uit de dood) cantate voor tenor, bariton, bas solo, gemengd koor en strijkorkest, op.27, M.V. 491
- 1976 Vox Angelica (enkelin ääni); versie 1: voor sopraan, viool en orgel (klavecimbel of piano) op. 107a, M.V. 526; versie 2: voor sopraan, hobo en orgel op 107b, M.V. 527
- 1981 Missa Choralis, voor achtstemmig gemengd koor à capella, op 203, M.V. 569
- 1984 Profeetta, fantasie voor orgel op. 234b, M.V. 651

### Muziektheater

#### Opera's
| Voltooid in | titel | aktes       | première                                        | libretto                                              |
| ----------- | --- | ----------- | ----------------------------------------------- | ----------------------------------------------------- |
| 1962-1963   | Päällysviitta (De overjas), televisieopera, op. 17, M.V. 105                                                 |             | 1965, Helsinki, Finse televisie                 | Nikolaj Vasyljevytsj Gogol                            |
| 1964        | Kihlaus (The Betrothal), op. 20, M.V. 106                                                                    |             |                                                 | Aleksis Kivi                                          |
| 1965-1966   | Tulitikkuja lainaamassa" (Borrowing Matches), op. 25, M.V. 107                                               |             |                                                 | Maiju Lassila                                         |
| 1967        | Lea op. 33, M.V. 108                                                                                         |             | 19 augustus 1968, Turku                         | Aleksis Kivi                                          |
| 1968        | Poltettu oranssi (Burnt Orange), televisieopera, op. 41, M.V. 109                                            | 3 aktes     | 18 augustus 1971, Salzburg                      | Eeva-Liisa Manner                                     |
| 1970-1974   | Mestari Patelin" (Master Patelin), op. 69, M.V. 111                                                          | 2 aktes     | 1 augustus 1983, Hämeenlinna                    | van de componist naar een oude Franse tekst           |
| 1974-1975   | Psykiatri (The Psychiatrist), op. 93, M.V. 113                                                               | 1 bedrijf   |                                                 | van de componist                                      |
| 1974-1976   | Laestadiuksen saarna (Laestadius's Sermon), – ook bekend onder: Noitarumpu (The Shaman Drum) op 85, M.V. 112 | 3 aktes     | 29 april 1976, Oulu                             | Nilla Outakoski naar teksten van Lars Levi Laestadius |
| 1974-1976   | Noitarumpu (De Heksentrom)                                                                                   |             |                                                 | Niila Outakoski                                       |
| 1975-1976   | Meedio (The Medium), op. 105, M.V. 114                                                                       | 1 bedrijf   | 1978, Hämeenlinna                               | van de componist                                      |
| 1977        | Jaarlin sisar (The Earl’s Sister), op. 126, M.V. 115                                                         | 2 aktes     | 3 april 1971, Hämeenlinna, kasteel Hämeen linna | Veikko Isomäki                                        |
| 1978-1982   | Faaraon kirje (The Pharaoh's Letter), op. 192, M.V. 117                                                      |             | 9 december 1982, Tampere                        | Erkki Mutru                                           |
| 1979        | Yhden henkilön ooppera Hilda Husso" (Single-person Opera Hilda Husso) mini-opera op. 175, M.V. 116           |             |                                                 | Maria Jotuni                                          |
| 1980        | Suuren joen laulu eli Najaadi (Song of the Great River, or the Naiad) T.M. 133, M.V. 131                     | 2 bedrijven | 2 mei 1982, Kemi                                | Taisto Yrjänä                                         |
| 1984        | Häät (The Wedding), op. 244, M.V. 119                                                                        |             |                                                 | Anton Tsjechov                                        |
| 1986-1987   | Hölmöläisooppera (Numbskull Opera) op. 261, M.V. 120                                                         |             | 15 februari 1987, Kerava                        |                                                       |
| 1987        | Seitsemän veljestä (Seven Brothers), op. 263, M.V. 121                                                       |             |                                                 | Aleksis Kivi                                          |
| 1987        | Noidan kirous (Vicieuze cirkel) op 273, M.V. 123                                                             |             |                                                 | Erkki Mutru                                           |
| 1989        | Veljesten myöhemmät vaiheet (The Brothers Later) T.M. 88/1, M.V. 130                                         |             |                                                 | Aleksis Kivi                                          |
| 1990        | Mooses-ooppera (Moses Opera), op. 309, M.V. 125                                                              |             |                                                 | Erkki Mutru                                           |
| 1992/1993   | Minna Graucher, mini-opera op. 280, M.V. 124                                                                 | 2 aktes     |                                                 |                                                       |

#### Balletten
| Voltooid in    | titel                                                              | aktes | première                                  | libretto                             | choreografie       |
| -------------- | ------------------------------------------------------------------ | ----- | ----------------------------------------- | ------------------------------------ | ------------------ |
| 1965           | Tikkaat (The Ladder) op. 21, M.V. 140                              |       |                                           |                                      |                    |
| 1969           | Dorian Grayn muotokuva (A Portrait of Dorian Gray) op.48, M.V. 142 |       |                                           | Oscar Wilde                          |                    |
| 1970           | Lumikuningatar (Sneeuw Koningin) op.54, M.V. 143                   |       |                                           | Hans Christian Andersen              |                    |
| 1970           | Beatrice op.57, M.V. 144                                           |       | 24 februari 1972, Suomen Kansallisooppera | Dante Alighieri                      | Elsa Sylvestersson |
| 1975-1977/1983 | Päivänpäästö (The Sun out of the Moon) op. 120, M.V. 146           |       |                                           | Uuno Klami naar teksten uit Kalevala |                    |
| 1976/1982-1983 | Ruma ankanpoikanen (The Ugly Duckling) op. 115, M.V. 145           |       |                                           | Hans Christian Andersen              |                    |

#### Musicals
| Voltooid in | Titel                                 | Uitvoeringen | Première | Libretto                | Verdere liedteksten | Choreografie |
| ----------- | ------------------------------------- | ------------ | -------- | ----------------------- | ------------------- | ------------ |
| 1980        | Kullanmuru (Golden Treasure), op. 180 |              |          | Hans Christian Andersen |                     |              |

### Werken voor koor
- Jouluilta, voor kinderkoor
- Veljesten paluu Jukolaan (The seven brothers' coming back to Jukola), voor mannenkoor

### Liederen cycli voor solostem met piano/orkest begeleiding
- 1973 Suvipilvet (Summer clouds) liederencyclus voor sopraan en piano op. 79/1, M.V. 181 – tekst: Aaro Hellaakoski
  1. Heinäkuu (juli)
  2. Suvipilvet (zomerwolken)
  3. Ilta (avond)
- 1973-1979 Elisabetin lauluja, 5 liederencycli – tekst: Elisabet Laurila
  1. I, op. 68, M.V. 177 (1973)
    1. Hiljaisuus (stilte)
    2. Hetken todellisuus (moment van de realiteit)
    3. Kohtalo (noodlot)

  2. II op. 78, M.V. 180 (1974)
    1. Tämä päivä "Eräs päivä sotavuotena" (Deze dag "Een zekere dag in een jaar van oorlog)
    2. Kevät (lente)
    3. Unelma (droom)

  3. III op. 116, M.V. 185 (1976/1977)
    1. Sade (regen)
    2. Laulu (lied)
    3. Madonna

  4. IV op. 132, M.V. 189 (1977)
    1. Sydän (hart)
    2. Ekstaasi (exstase)
    3. Aamu (ochtend)

  5. V op. 172, M.V. 194 (1979)
    1. Hiljainen lauluja (gezang in stilte)
    2. Murhe ja tuuli (verdriet en de wind)
    3. Elämä: (leven)
- Ilatalaulu (Nocturne), voor sopraan en piano
- Kuoleman unia (de droom van de gestorvenen), voor zang en piano; (ook in een versie voor zang en orkest)
- Sadun keiju, voor zang, cello en piano – tekst: Niilo Lehtonen
- Timon Laulu (het lied van Timo), voor tenor en piano

### Kamermuziek
- 1963 Alfa voor fluit en zeven cymbalen op.16, M.V. 711
- 1963 Loitsu (Invocatie) voor drie slagwerkers op. 15, M.V. 760
- 1963 Nonet no. 1 voor blaaskwintet, strijktrio en contrabas op 19, M.V. 775
- 1968 Nonet no. 2 voor blaaskwintet, strijktrio en contrabas op. 41/2, M.V. 776
- 1969 Strijkkwartet no. 1 op. 50, M.V. 761
- 1971 Strijkkwartet no. 2 op. 63, M.V. 762
- 1973 Nonet no. 3 voor blaaskwintet, strijktrio en contrabas op. 79, M.V. 777
- 1975 Johanneksen ilmestys (De Openbaring van Johannes) fantasie voor piccolotrompet en orgel op. 95/3, M.V. 735
- 1983 Strijkkwartet no. 3 op. 228, M.V. 763
- 1985 Nonet no. 4 voor blaaskwintet, strijktrio en contrabas op. 248, M.V. 778
- 1987 Osiris voor viool en gitaar op. 268, M.V. 724
- 1986 Isis voor cello en gitaar op. 256, M.V. 723
- 1986/1989 Isis voor viool en gitaar op. 256/1, M.V. 739
- 1986 Soitto (Playing) voor vier kanteles op. 264, M.V. 769
- 1990 Vedenhaltija (Waterdragers) voor piano trio op. 311, M.V. 752
- 1990 Vedenhaltija-Najaadi (Waterdragers van Najaadi) voor gitaarkwartet op. 311B, M.V. 768
- 1993 Malinconia (Hommage aan Pablo Picasso) voor viool altviool en cello T.M. 158, M.V. 756
- 1978 Impressio voor cello solo op. 140, M.V. 663
- 1977 Divertimento op. 127 voor hobo en slagwerk op. 127, M.V. 731
- 1974 Ilmatar Ilman Impi (bloed van het meisje uit de hemel) voor piccolo solo op. 88, M.V. 667
- 1985 Metamorfoses voor basklarinet en marimba op. 245, M.V. 707
- 1975 Septemalia voor 7 contrabassen op. 97, M.V. 773
- 1984 Sonata voor kantele op. 233, M.V. 684

### Werken voor piano
- 1961 10 bagatellia T.M. 28, M.V. 598
- 1965 Fauni op 26/1, M.V. 578
- 1965 Panu, de Vuurgod, voor 2 piano's op. 28/2, M.V. 725
- 1965 Titisee, sarja pianolle (suite voor piano) op 22, M.V. 576
  1. Vuoristomaisema (berglandschap)
  2. Tanssi (dans)
  3. Titisee kuutamossa (Titisee in het maanlicht)
  4. Metsä (woud)
- 1967 Taara,(Tare) suite voor piano, op 34, M.V. 579
- 1967 Juhlapoloneesi (feestpolonaise), voor 1 (T.M. 98/1, M.V. 613) als voor 2 piano's (op. 269, M.V. 727)
- 1970 Piano Sonatina op 52, M.V. 581
- 1971/1972 Pääsiäinen (pasen) op 66/1, M.V. 580
- 1974 Piano Sonata nr 1 op.90, M.V. 582
- 1975 Kukonaskel, rapsodie voor 2 piano's op. 100, M.V. 726
- 1976 Pisaroita (bergbeek), voor piano solo op. 109, M.V. 582
- 1977 Kimalluksia (Glitters) op. 134, M.V. 585
- 1980 Sirius, op.181, M.V. 587
- 1987 Faustus, op.269, M.V. 593
- 1982/1983 Japanilaisessa puutarhassa (in de Japanse tuin) voor piano op. 217, M.V. 589

### Filmmuziek
- 1950 Fors-Fararna